# Amizade Colorida (série de televisão)
Amizade Colorida é uma série de televisão brasileira produzida e exibida pela Rede Globo entre 20 de abril e 29 de junho de 1981, em 11 episódios.
Foi escrita por Armando Costa, Bráulio Pedroso, Domingos de Oliveira e Lenita Plonckzynski e dirigida por Dennis Carvalho, Walter Campos, Paulo Afonso Grisolli e Ary Coslov.
Antônio Fagundes interpreta o protagonista da série, um homem machista por natureza, mas que não aceita essa condição e tanta se adaptar ao mundo moderno para se dar bem com as mulheres.

## Trama
Um fotógrafo de moda, Eduardo Lusceno, o Edu, é o protagonista da série. Boa praça, conquistador, mulherengo, passa por várias situações complicadas por causa de suas conquistas amorosas.

## Produção
Depois do grande sucesso da série feminista Malu Mulher, a TV Globo resolveu apostar numa outra série, que dessa vez falasse sobre o universo masculino. Inicialmente chamada de Edu Homem, teve o título alterado para Amizade colorida, para não parecer um contraponto à serie protagonizada por Regina Duarte.
Amizade colorida era exibida às segundas feiras e assim como Malu Mulher, também abordou temas sensíveis do mundo masculino, como a impotência por exemplo.
Todo o seriado foi gravado em externas. Somente o estúdio de Edu era cenário fixo da série.
Ao longo dos episódios, a série começou a causar polêmicas. Em um deles, Edu se envolve com mãe e filha ao mesmo tempo. Isso desencadeou vários protestos contra a série, sob alegação de imoralidade. Em outro episódio chamado Bagunça, a Censura Federal fez tantos cortes que a emissora preferiu não exibir. No horário da série foi lida uma nota de repúdio contra a censura. Todas essas polêmicas com a sociedade e com o governo fizeram com que a série fosse cancelada, saindo do ar após 2 meses de veiculação. Em seu lugar a partir de 6 de julho de 1981 entrou a série Obrigado, Doutor, que anteriormente era veiculada às sextas feiras.

## Elenco[3]

### Fixo
- Antônio Fagundes - Eduardo Lusceno (Edu)

### Recorrente
- Augusto Olympio – Iluminador
- Cláudio Ayres da Motta – Amigo
- Francisco Milani – Camargo
- Ísis de Oliveira – Martinha
- Maria Lúcia Dahl – Teresa
- Melise Maia – Mônika
- Odemir Fraga – Motorista
- Sandra Bréa – Vera Bianca
- Silvia Moraes – Babá
- Wanderley de Barros – Assistente
- Catalina Bonaki – Vizinha
- Heloísa Arruda – Andréa
- Leda Borges – Mulher do tricô
- Lúcia Alves – Mônica
- Maurício Barroso – Seu Aguiar
- Olney Cazarré – Paulo
- Osmar Prado – Médico
- Carlos Gregório – Ricardo
- Cláudio Savieto
- Christiane Torloni – Patrícia
- Marcelo Pichi – Lívio
- Ariel Coelho – Montanha
- Cláudio Lisboa – Siqueira
- Clementino Kelé – Monteiro
- Eduardo Conde – diretor
- Felipe Wagner – Carlito
- Fernando Eiras – Jonsom
- Ivan de Albuquerque – Ubirajara
- Leila Ribeiro – Luciana
- Renée de Vielmond – Sônia
- Tânia Loureiro – Betinha
- Tamara Taxman – Lúcia
- Carla Camuratti – Bebel
- Cláudia Ohana – Regina
- Cláudio Oliani – Curi
- Clemente Viscaíno – Armando
- Evandro Comin – Arnaldo
- Fernando Carvalho – Jorginho
- Francisco Dantas – Avô de Bebel
- José de Freitas – Pai da moça
- Levi Cerques – Marcelo
- Macedo Neto – Delegado
- Maurício Farias – Bira
- Mira Palheta – Cecília
- Miriam Tereza – Mãe de Jorginho
- Chaguinha – Betinho
- Eliana Werneck – Marilda
- Ricardo Petraglia – Peçonha
- Sandra Pera – Mônica
- Lídia Mattos – Manhusca
- Beth Erthal – Mulher 1
- Carlos Kroeber – Analista
- Joubert de Carvalho – Vampiro
- Lu Mendonça – Mulher 2
- Gerson David
- Naida Cortes
- Paulo Alencar

## Episódios
| Episódio                      | Data                |
| ----------------------------- | ------------------- |
| Isso acontece                 | 20 de abril de 1981 |
| Barriga                       | 27 de abril de 1981 |
| Vertigens das alturas         | 4 de maio de 1981   |
| Das dificuldades de ser homem | 11 de maio de 1981  |
| Gatinhas e gatões             | 18 de maio de 1981  |
| Beleza                        | 25 de maio de 1981  |
| Maré baixa                    | 1 de junho de 1981  |
| Bagunça                       | 8 de junho de 1981  |
| Temporada de caça             | 15 de junho de 1981 |
| Mulher de amigo é homem       | 22 de junho de 1981 |
| Mamãe eu quero                | 29 de junho de 1981 |